# Tatjana Sais
Tatjana Sais, nata Tatjana Hofler (Francoforte sul Meno, 28 gennaio 1910 – Berlino Ovest, 26 febbraio 1981), è stata un'attrice, cabarettista e doppiatrice tedesca.
A lei si deve il termine Berlinale, nome con il quale si fa riferimento al Festival internazionale del cinema di Berlino che l'attrice coniò nel 1951, in occasione della prima edizione quando fece parte della giuria di esperti.

## Biografia

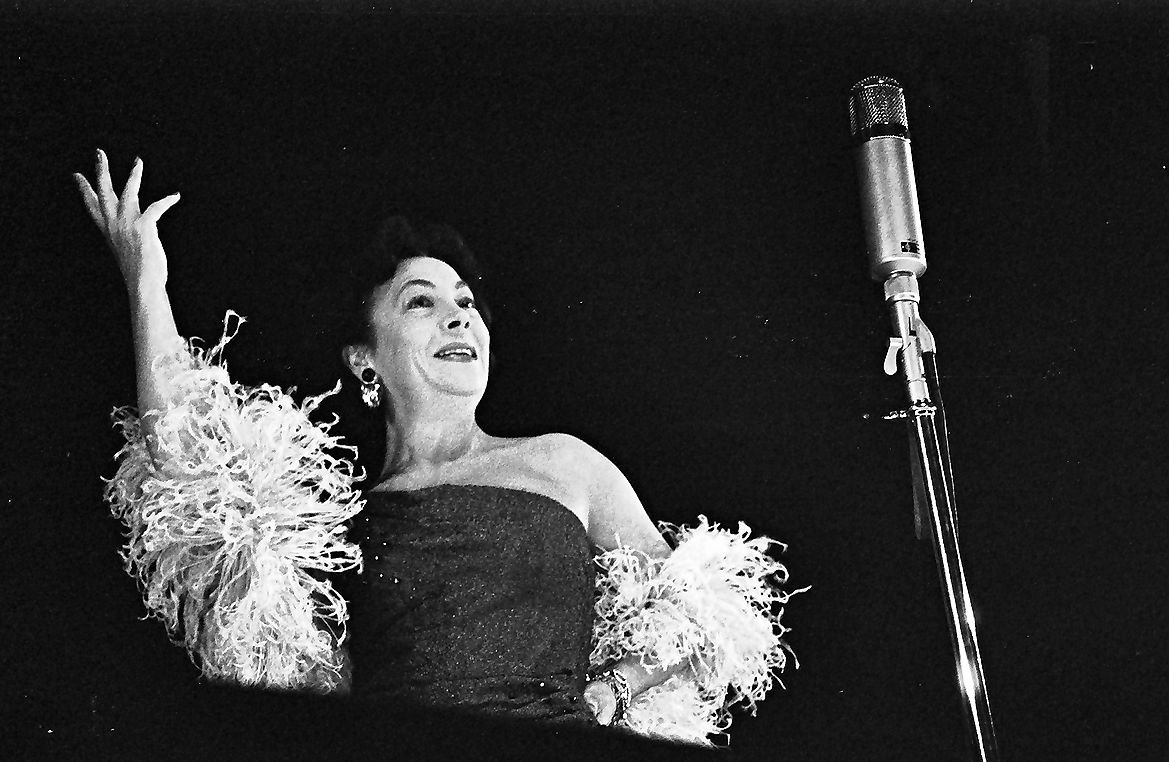
Tatjana Sais allo Stadthalle di Friburgo nel 1959

Nata a Francoforte nel 1910, Tatjana Sais divenne nota negli anni trenta esibendosi nei teatri di cabaret di Berlino tra cui Die Katakombe e il Kabarett der Komiker. Negli stessi anni recitò anche per il cinema con piccoli ruoli in film come La resa del Sebastopoli di Karl Anton (1937) e Bel Ami - L'idolo delle donne di Willi Forst (1939), oltre che come doppiatrice di attrice quali Elsa Lanchester, Miriam Hopkins e Maureen O'Sullivan.
Dopo la seconda guerra mondiale continuò l'attività di cabarettista in altri teatri di Berlino tra cui il celebre Ulenspiegel, recitando anche nello spettacolo di rivista Schwarzer Jahrmarkt scritto da Günter Neumann, con il quale si era sposata nel 1938.
A partire dagli anni cinquanta recitò in alcuni film diretti da Kurt Hoffmann, ottenendo un certo successo anche come attrice radiofonica e televisiva e dopo il divorzio da Neumann sposò il giornalista britannico Hugh Carleton Greene, co-fondatore della NWDR e direttore generale della BBC negli anni sessanta, con il quale trascorse i suoi ultimi anni a Londra.
È sepolta con il primo marito nel cimitero Luisenfriedhof III di Berlino, nel quartiere di Westend.

## Filmografia

### Cinema
- La resa del Sebastopoli (Weiße Sklaven), regia di Karl Anton (1937)
- Gabriele: eins, zwei, drei, regia di Rolf Hansen (1937)
- Ragazzi (Streit um den Knaben Jo), regia di Erich Waschneck (1937)
- Ordine sigillato (Mit versiegelter Order), regia di Karl Anton (1938)
- Bel Ami - L'idolo delle donne (Bel Ami), regia di Willi Forst (1939)
- Treno di lusso (Salonwagen E 417), regia di Paul Verhoeven (1939)
- Robert und Bertram, regia di Hans H. Zerlett (1939)
- Meine Herren Söhne, regia di Robert A. Stemmle (1945)
- Ballata berlinese (Berliner Ballade), regia di Robert A. Stemmle (1948)
- Annie (Feuerwerk), regia di Kurt Hoffmann (1954)
- Ich war ein häßliches Mädchen, regia di Wolfgang Liebeneiner (1955)
- Finalmente l'alba (Wir Wunderkinder), regia di Kurt Hoffmann (1958)
- Der Engel, der seine Harfe versetzte, regia di Kurt Hoffmann (1959)
- Dr. med. Hiob Prätorius, regia di Kurt Hoffmann (1965)
- Hokuspokus oder: Wie lasse ich meinen Mann verschwinden...?, regia di Kurt Hoffmann (1966)
- Herrliche Zeiten im Spessart, regia di Kurt Hoffmann (1967)

### Televisione
Film Tv
- Den Ku' Damm 'rauf und runter', regia di Hans Scholz (1953)
- Ein Abend von RIAS Berlin I. Günter Neumann und seine Insulaner, regia di Werner Oehlschlaeger (1953)
- Leben in dieser und jener Zeit - Erich Kästner im Kabarett der letzten 30 Jahre, regia di Rolf von Maydell (1958)
- 15 Jahre Frieden, regia di Korbinian Köberle (1960)
- Friedrich Hollaender erzählt, regia di Hans-Dieter Schwarze (1960)
- Die Insulaner, regia di Hans Rosenthal (1962)
- Chansons mit Geschichte, regia di Thilo Philipp (1963)
- 100 Jahre Kurfürstendamm, regia di Kurt Wilhelm (1966)
- Wie man's nimmt, regia di Günther Hassert (1966)

Serie Tv
- Slim Callaghan greift ein, regia di Karl Anton (1964) - 1 episodio
- Schnappschüsse - Streiflichter aus der Dunkelkammer, regia di Hans Rosenthal (1966) - 1 episodio

## Doppiaggio
Tra le attrici a cui Tatjana Sais ha prestato la voce:
- Una Merkel in Avventura a Zanzibar, regia di Victor Schertzinger (1941)
- Maureen O'Sullivan in Il tempo si è fermato, regia di John Farrow (1948)
- Miriam Hopkins in L'ereditiera, regia di William Wyler (1949)
- Elsa Lanchester in Yvonne la francesina, regia di Louis King (1950)
- Elsa Lanchester in La corsara, regia di Frederick de Cordova (1950)